# Улица Василия Старощука (Новосибирск)
Улица Василия Старощука — улица в Октябрьском районе Новосибирска. Начинается от перекрёстка с Тополёвой улицей и Ядринцевским подъёмом, заканчивается на перекрёстке с улицами Бориса Богаткова и Гаранина. Улица проходит по территории Военного городка, исторического комплекса, построенного в 1910—1913 годах.

## История
В 1910—1913 годах был построен Военный городок, для его строительства Новониколаевское городское общественное управление выделило военному ведомству участок площадью 30 десятин за рекой Каменкой.
В июле 2017 года двухполосная дорога, которая прежде находилась в ведении Министерства обороны, перешла в муниципальную собственность. Областной бюджет выделил на ремонт дороги 25 млн рублей, асфальтом было покрыто 12,500 м² дороги, также были сделаны тротуары и бордюры, поставлены 2 остановки общественного транспорта.
В октябре 2017 года были демонтированы ворота, ранее перекрывавшие дорогу. 9 октября Анатолий Локоть проехал по улице в автомобиле, на крышу которого был поставлен стакан с водой для проверки качества дорожного полотна. В конце октября этого года улица была открыта для движения автотранспорта.
В 2017 году в ночь с 6 на 7 ноября начали работать светофоры на перекрёстке с улицами Бориса Богаткова и Гаранина.
12 ноября 2017 года на улице открылся парк-музей «Россия — моя история».

## Объекты исторического комплекса военного ведомства

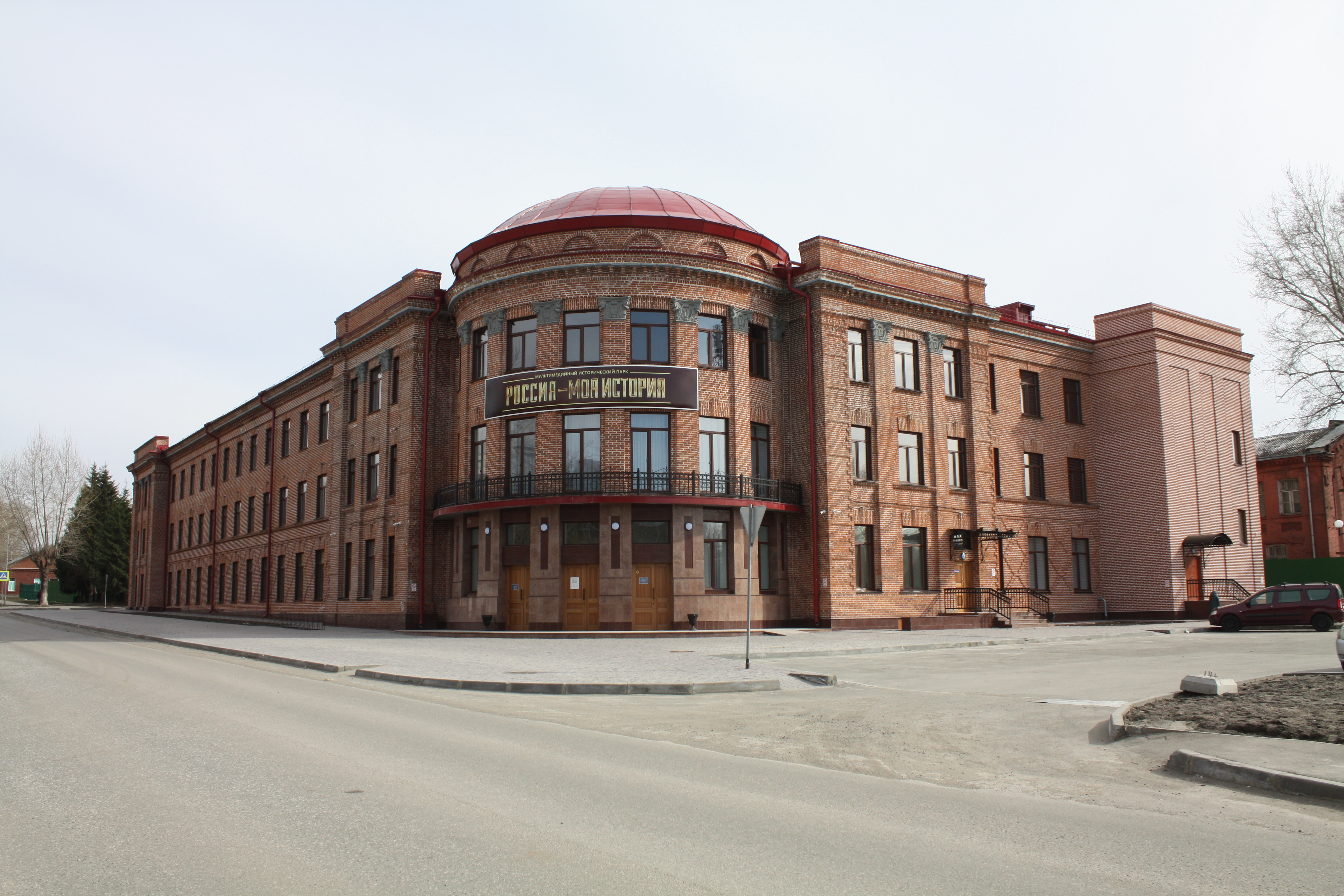
Окружной дом офицеров.

- Жилой дом (ул. Тополевая, 18) — двухэтажный кирпичный дом на углу улиц Тополёвой и Василия Старощука. Здание имеет форму вытянутого прямоугольника. Построен в 1940 году вблизи первоначальной военной застройки 1910—1913 годов[1].

- Жилой дом (ул. Тополёвая, 20) — трёхэтажный кирпичный дом прямоугольной формы на углу улиц Тополёвой и Василия Старощука. Имеет два фланкирующих ризалита на северо-западном фасаде и один ризалит на юго-восточном. Входы в здание находятся со стороны Тополёвой улицы (северо-западный фасад). Построен для 12 семей младшего офицерского состава[1].

- Казарма батальонная. Объект № 14 — двухэтажное здание из кирпича, юго-западным торцом обращённое к улице Василия Старощука. Построена для размещение солдатского состава. Один из четырёх сохранившихся на территории Военного городка объектов, построенных по единому принципу. По форме представляет собой вытянутый прямоугольник[1].

- Казарма батальонная. Объект № 15 — двухэтажное здание из кирпича, северо-восточным торцом обращённое к улице Василия Старощука. Один из четырёх сохранившихся на территории Военного городка объектов[1].

- Приёмный покой. Объект № 20 — двухэтажное здание из кирпича, в котором размещался приёмный покой с палатами для больных, аптекой, помещениями для фельдшеров и фельдшерских учеников и классом для занятий[1].

- Жилой дом. Объект № 28 — двухэтажный жилой дом из красного кирпича. Имеет П-образную форму[1].

- Дом жилой. Объект № 58 — двухэтажное кирпичное здание из красного кирпича. Был предназначен для семей офицерского состава воинских частей, которые были расквартированы в Новониколаевске. Находится в одном квартале с аналогичным зданием (объект № 51)[1].

- Гарнизонный дом офицеров — здание, в котором в настоящее время располагается музей «Россия — Моя история. В 2014 году здание стало площадкой для съёмок фильма «Правнуки»[8][9].

## Спортивные объекты
Ледовый дворец и стадион Спортивного клуба армии.

## Организации
- Окружной военно-клинический госпиталь № 425

## Транспорт
По улице проходит маршрут пассажирского автобуса № 38 (Коминтерна—ЖК Новомарусино), а также расположены 2 остановки общественного транспорта: «Офицерское собрание» и «Музейная». 